# Sarigjuch
Sarigjuch – wieś w Armenii, w prowincji Tawusz. W 2011 roku liczyła 1226 mieszkańców.